# Křesćan Bohuwěr Pful
Křesćan Bohuwěr Pful (deutsch Christian Traugott Pfuhl, * 28. März 1825 in Bautzen, Königreich Sachsen; † 21. Dezember 1889 in Pirna) war ein sorbischer Gymnasiallehrer und Linguist. Er schuf die Grundlagen der modernen obersorbischen Orthographie.

## Leben
Křesćan Bohuwěr Pful wurde als Sohn des Besitzers des Bautzener Stadtgutes bei Preuschwitz geboren. Er besuchte das Gymnasium in Bautzen und studierte seit 1843 Klassische Philologie, Theologie und Slawistik in Leipzig. 1846 wurde er promoviert.
Seit 1847 arbeitete er als Lehrer an der Kreuzschule in Dresden. In diesem Jahr gehörte er zu den Mitbegründern der sorbischen Gesellschaft Maćica Serbska. 1848 schlug er in der ersten Ausgabe von deren Zeitschrift Časopis towarstwa Maćicy Serbskeje eine einheitliche analoge Orthographie für die obersorbische Sprache nach tschechischem Vorbild vor. Diese wurde von der Zeitschrift seitdem benutzt und setzte sich schließlich bis ins 20. Jahrhundert in der modernen obersorbischen Rechtschreibung durch.
1861 wechselte er an das Dresdener Vitzthum-Gymnasium, wo er 1863 zum Gymnasialprofessor ernannt wurde. 1866 veröffentlichte er ein Wörterbuch der lausitzisch-wendischen Sprache. 1871 wurde er pensioniert und zog 1878 nach Neschwitz, wo er bis zu seinem Tod lebte.

## Schriften
- Serbski prawopis, 1848
- Lateinische Dichterschule für Gymnasien und Realschulen. Leipzig 1860.
- Hornjoserbska rěčnica. Budyšin 1861.
- Hornjołužiska serbska ryčnica na přirunowacym stejišću. 1862 (Digitalisat).
- Łužiski serbski słownik (Lausitzisch wendisches Wörterbuch). Budyšin 1866.
- Laut- und Formenlehre der oberlausitzisch-wendischen Sprache. Mit besonderer Rücksicht auf das Altslawische. Bautzen 1867.